# Psychopharmakon
Ein Psychopharmakon (Neutrum, Plural: Psychopharmaka) ist eine psychoaktive Substanz, die als Arzneistoff genutzt wird. Es beeinflusst die neuronalen Abläufe im Gehirn und bewirkt dadurch eine Veränderung der psychischen Verfassung.
Psychopharmaka werden in der Regel zur Behandlung (Psychopharmakotherapie) von verschiedenen psychischen Störungen wie Psychosen und Depressionen, aber auch Epilepsie und Schlafstörungen eingesetzt. Heute (Stand: 14. November 2014) stehen für diesen Zweck auf dem deutschen Markt ungefähr 120 Wirkstoffe zur Verfügung. Die Wirkung der meisten Psychopharmaka wurde zufällig an Patienten beobachtet – und nicht durch systematische Forschung entdeckt. Viele Substanzen sind lediglich Abwandlungen (Analoga) der chemischen Grundstruktur (Pharmakophor) bereits bekannter Wirkstoffe.
„Psychopharmakon“ leitet sich ab von altgriechisch ψυχή psychḗ, „Seele“, und altgriechisch φάρμακον phármakon, „Arzneimittel“. Vermutlich benutzte im Jahr 1920 der amerikanische Pharmakologe David Israel Macht diese Wortneuschöpfung zuerst im gegenwärtig (Stand: 14. November 2014) gebräuchlichen Sinne. Seit etwa 1950 verbreitete sich der Begriff zunehmend im Zusammenhang mit den Substanzen Chlorpromazin und Imipramin in der psychiatrischen Fachliteratur.

## Geschichte
Die moderne Psychopharmakologie wurde durch den Psychiater Emil Kraepelin begründet. Im Jahr 1883 veröffentlichte er die Arbeit Über die Einwirkung einiger medikamentöser Stoffe auf die Dauer einfacher psychischer Vorgänge. Kraepelin führte wichtige methodische Neuerungen wie Placebo-Kontrolle und die systematische Untersuchung von Dosierungsvarianten ein.
Der eigentliche Durchbruch erfolgte im Jahr 1949 mit der Entdeckung der antimanischen Wirkung von Lithium und 1952 mit der Entdeckung des Chlorpromazins zur Behandlung von Psychosen.
Im Jahr 1957 erfolgte die Entdeckung von Imipramin zur Behandlung der unipolaren Depression, 1958 dann die Entdeckung des Haloperidols. Ab den 1960er Jahren gehörten die Benzodiazepine zu den meistverkauften Medikamenten.

## Klassifikation
Die Einteilung der Psychopharmaka kann nach sehr unterschiedlichen Gesichtspunkten vorgenommen werden. Ein Klassifikationskriterium könnte zum Beispiel die Ähnlichkeit in der chemischen Struktur sein. Am häufigsten werden Psychopharmaka jedoch nach ihrem klinischen Anwendungsbereich eingeteilt. Vorteilhaft ist daran der direkte Praxisbezug, nachteilig aber, dass eine Reihe von Substanzen nicht eindeutig klassifiziert werden können. Zum Beispiel können viele Benzodiazepin-Derivate sowohl als Tranquilizer wie auch als Schlafmittel eingesetzt werden.
Eingeteilt nach dem angestrebten therapeutischen Effekt ergeben sich folgende Gruppen:
- Antidepressiva wirken stimmungsaufhellend und viele auch antriebssteigernd, andere schlaffördernd.
- Neuroleptika (Antipsychotika) wirken bei Halluzinationen und Wahn antipsychotisch (den Realitätsverlust bekämpfend).
- Anxiolytika und Sedativa haben eine angst- und spannungslösende Wirkung.
- Hypnotika wirken schlafanstoßend oder schlaffördernd.
- Antidementiva (Nootropika) sollen altersbedingtem geistigen Abbau und Demenz entgegenwirken.
- Phasenprophylaktika (Stimmungsstabilisierer) wirken gegen das Wiederauftreten zukünftiger Krankheitsphasen bei affektiven und schizoaffektiven Psychosen.

- Psychostimulantien steigern Aufmerksamkeitsspanne und Wachheit.
- Das Antidelirans Clomethiazol wird eingesetzt beim Alkoholentzug und bekämpft Entzugserscheinungen.
- Antiparkinsonmittel beeinflussen die neuronale Aktivität beim Parkinsonsyndrom.

## Wirkmechanismus

### Allgemeines
Fast alle Psychopharmaka wirken auf die Funktionen des Gehirns ein, indem sie Einfluss auf die chemische Signalübertragung am synaptischen Spalt nehmen. Dabei ahmen einige Psychopharmaka die Funktion des physiologischen Transmitters nach und reizen den Rezeptor der nachfolgenden Nervenzelle (Agonisten). Andere verhindern, dass der physiologische Transmitter den Rezeptor erreichen kann, indem sie den Rezeptor blockieren (Antagonisten). Wiederum andere erhöhen die Konzentration des physiologischen Transmitters im synaptischen Spalt, indem sie den enzymatischen Abbau blockieren (Enzymhemmer) oder die Aufnahme des Transmitters nach erfolgter Signalübertragung in die ursprüngliche Nervenzelle verhindern (Wiederaufnahmehemmer). Dadurch wird der Transmitter nicht mehr aus dem synaptischen Spalt entfernt, was zu der Erhöhung der Konzentration führt. Eine Veränderung der Konzentrationen des Transmitters kann auch dadurch erreicht werden, dass die Autorezeptoren der erregten Nervenzelle, welche für die Menge des freigesetzten Transmitters oder dessen Syntheserate verantwortlich sind, beeinflusst werden.
Durch Hemmung oder Aktivierung werden die durch die biogenen Neurotransmitter vermittelten Funktionen des Gehirns beeinflusst. Um die Funktionen des Gehirns gezielt beeinflussen zu können, ist es notwendig, dass Psychopharmaka nur einige wenige spezifische Abläufe beeinflussen. Dies ist nur dann möglich, wenn entweder die Rezeptorendichte sich in den einzelnen Hirnarealen stark unterscheidet oder aber das Psychopharmakon in einen biochemischen Mechanismus eingreift, der in einem Hirnareal funktionell relevant, in den anderen jedoch irrelevant ist. Auch wenn über die molekularen pharmakologischen Mechanismen der Psychopharmaka gute Kenntnisse bestehen, so können die klinischen Wirkungen wie Änderungen der Erlebnisfähigkeit, Emotionalität, Vigilanz oder motorischen Aktivität oft nur hypothetisch erklärt werden. Die Grundlagen psychischer Vorgänge und psychopathologischer Prozesse sind oft noch unklar.

### Spezielles
Einigen psychischen Erkrankungen liegen mutmaßlich Veränderungen des Neurotransmitterstoffwechsels zugrunde, insbesondere Dysbalancen der Monoamine Dopamin, Noradrenalin und Serotonin. Dazu kommen jedoch auch noch neurophysiologische Veränderungen (z. B. der Dichte und der Sensibilität von Rezeptoren und intrazellulären Strukturen). Man geht davon aus, dass diese Veränderungen teils Ursache (z. B. genetisch bedingt) und teils Folge (z. B. durch Drogenkonsum) der jeweiligen psychischen Erkrankung sind, oder eine Mischung aus beidem. Zumindest bei Depressionen hat sich die Serotonin-Hypothese neueren Studien zufolge als Mythos erwiesen.
Einige Psychopharmaka-Anwendungen zielen eher darauf ab, den veränderten Neurotransmitterhaushalt (die „Software“) zu normalisieren, während andere sich mehr auf die Neujustierung physiologischer Effektorstrukturen (die „Hardware“) richten.

## Wirkstoffspiegel
Bei den meisten Psychopharmaka wird ein gleichmäßig hoher Wirkstoffspiegel im Körper angestrebt. Um ein Fließgleichgewicht zu erreichen, müssen folgende Punkte beachtet werden:
- Dosierungsintervall
- Dosis
- Plasmahalbwertszeit

Gründe für stark abweichende Plasmaspiegel können sein:
- Non-Adhärenz bzw. Verweigerung oder Falschanwendung des Medikaments
- unterschiedliche Arzneimittelstoffwechsel, insbesondere am Cytochrom-P450-System aufgrund genetischer Polymorphismen
- Induktion oder Hemmung des Cytochrom-P450-Systems aufgrund gleichzeitig verabreichter Arzneimittel oder Nahrungsbestandteile. Dies kommt besonders häufig dann vor, wenn weitere psychoaktive Substanzen verabreicht werden oder wenn aufgrund einer internistischen Krankheit eine weitere Medikamentation erforderlich ist.

Eine Überprüfung, ob die Medikation korrekt dosiert ist, ist durch Plasmaspiegelbestimmung möglich, welche vor allem im stationären Bereich bei Neuroleptika und Antidepressiva durchgeführt wird. Patienten mit zu niedrigem Plasmaspiegel können hierdurch vor Unwirksamkeit der Therapie bewahrt werden. Patienten mit zu hohem Plasmaspiegel können vor Intoxikationen und unerwünschten Nebenwirkungen geschützt werden. Unabhängig davon ist bei Psychopharmaka zu beachten, dass einige Patienten bereits bei sehr niedrigem Plasmaspiegel reagieren, während andere erst bei sehr hohem Plasmaspiegel die gleiche gewünschte Wirkung erreichen.

## Unerwünschte Wirkungen
Als unerwünschte Wirkungen eines Psychopharmakons können z. B. auftreten:
- physische oder psychische Abhängigkeit
- Toleranzentwicklung und Gewöhnungseffekte
- Beeinflussung des Schlafes
- Wechselwirkung mit anderen Arzneistoffen
- Reboundeffekt
- Gedächtnisstörungen
- schwankende Wirksamkeit
- Wirkung auf Herz, Leber, Niere
- Atemdepression
- Einschränkung der Fahrtüchtigkeit, Reaktionsverlangsamung

## Anwendung und Rechtliches

Verlauf der GKV-Verordnungen für Psychopharmaka in Deutschland von 1998 bis 2019 nach Arzneiverordnungs-Report (in Mio. DDD)

Die in den Jahren 2007, 2013 und 2019 zwanzig am meisten zu Lasten der GKV verordneten Psychoparmaka-Wirkstoffe nach Arzneiverordnungs-Report (in Mio. DDD)

Häufige Indikationen für die Anwendung von Psychopharmaka sind Psychosen, Depressionen, Epilepsie und Schlafstörungen.
In § 1906 Absatz 4 BGB ist vorgeschrieben, dass bei Verabreichung eines Medikaments mit sedierender Wirkung ohne den Hauptzweck der Medikamentengabe der Heilung des Patienten eine betreuungsrechtliche Genehmigung vorliegen muss. Damit ist die medikamentöse Ruhigstellung der mechanischen Fixierung gleichgestellt. Freiheitsentziehende Maßnahmen wie Bettgitter, Fixierungen, Zimmereinschlüsse oder sedierende Medikamente über einen längeren Zeitraum hinweg bedürfen einer richterlichen Genehmigung durch das Betreuungsgericht. Gerechtfertigt sind Zwangsmaßnahmen wie medikamentöse Ruhigstellung durch Psychopharmaka nur dann, wenn eine Selbst- oder Fremdgefährdung des Patienten vorliegt. Das kann zum Beispiel bei dementen Menschen der Fall sein, die aus der Wohnung oder einem Heim entweichen und orientierungslos umherirren. Die medizinische Notwendigkeit der Verordnung von Psychopharmaka muss von einem Arzt geprüft und überwacht werden. Das Pflegepersonal darf die Medikamente nach ärztlicher Anordnung verabreichen und muss die Medikamentengaben täglich dokumentieren.
Der medizinische Dienst der Krankenkassen hat für 2014 ermittelt, dass von damals 1,1 Millionen Demenzkranken 240.000 Patienten zu Unrecht mit Psychopharmaka behandelt worden seien.
Das Amtsgericht München hat 2014 die „Initiative München, Psychopharmaka in Alten- und Pflegeheimen“ ins Leben gerufen. Ziel ist, besser über den „rechtlich und medizinisch verantwortungsvollen Einsatz“ von sedierenden Medikamenten zu informieren und die Zusammenarbeit aller beteiligter Stellen zu verbessern.

## Kritik
Gefahren ergeben sich, wenn Psychopharmaka zur Ruhigstellung zum Beispiel in Altersheimen oder zum Zudecken von normalen Alltagsproblemen eingesetzt werden, etwa durch Begünstigung einer potentiell tödlichen Infektion bei längerer „Ruhigstellung“. Darüber hinaus kann es problematisch sein, wenn Beruhigungsmittel (Tranquilizer) den für eine Psychotherapie notwendigen Leidensdruck reduzieren. In der Vergangenheit kam es gehäuft zu einer missbräuchlichen Anwendung von Tranquilizern, was die Psychopharmakotherapie in der Öffentlichkeit in Misskredit brachte.
Jüngere Studien aus dem Bereich der Arzneimittelepidemiologie zeigen eine erhöhte Mortalität bei älteren Anwendern von Psychopharmaka im Vergleich zu Nichtanwendern. Die Autoren empfehlen daher Langzeitstudien, um diesen Zusammenhang zu klären.
Aus einem Arzneimittelreport der Krankenkasse Barmer GEK von 2012 ging hervor, dass Frauen zwei- bis dreimal mehr süchtig machende Psychopharmaka verschrieben bekamen als Männer. Experten bewerteten es in diesem Zusammenhang als bedenklich, dass Verschreibungen von Psychopharmaka in Deutschland immer häufiger auf Privatrezept durchgeführt werden und dadurch nicht im vollen Umfang in die Kassenstatistiken eingehen.